# Hercostomus panteleevae
Hercostomus panteleevae är en tvåvingeart som beskrevs av Grichanov 1999. Hercostomus panteleevae ingår i släktet Hercostomus och familjen styltflugor.
Artens utbredningsområde är Kongo-Kinshasa. Inga underarter finns listade i Catalogue of Life.